# Synchlora fringillata
Synchlora fringillata là một loài bướm đêm trong họ Geometridae.